# Flynn Robinson
Flynn James Robinson, né le 28 avril 1941 à Murphysboro dans l'Illinois et mort le 23 mai 2013, est un joueur américain de basket-ball.

## Biographie
Meneur de jeu issu de l'université du Wyoming, Robinson joua sept saisons en NBA (1966 à 1973) et une saison (1973-1974) dans la ligue défunte de l'American Basketball Association. Il réalisa des moyennes de 14 points et 3 passes décisives par match durant sa carrière et participa au NBA All-Star Game 1970. Robinson fut le meilleur shooteur NBA aux lancers-francs lors de la saison 1969-1970. Il remporta également un titre de champion NBA avec les Los Angeles Lakers en 1972 qui est considérée comme l'une des meilleures équipes NBA de l'histoire.
En janvier 2005, Robinson fut nommé dans la Wyoming's All-Century Team.